# Ingrid Griesa
Ingrid Griesa (* als Ingrid Bitomsky 1930 in Gleiwitz) ist eine deutsche Prähistorikerin. Ihre Karriere war eng mit der Geschichte der Berliner Sammlung des Museums für Vor- und Frühgeschichte verbunden.

## Leben und Leistungen
Ingrid Griesa schloss ihr Studium als Diplom-Archäologin ab. Seit Mitte der 1960er Jahre war sie am Ost-Berliner Museum für Vor- und Frühgeschichte auf der Museumsinsel als Wissenschaftliche Mitarbeiterin und Kuratorin beschäftigt. Nachdem die langjährige stellvertretende Direktorin des Museums, Frauke Geupel, 1987 überraschend verstorben war, wurde Griesa die neue Stellvertreterin der Direktorin Eva Zengel. Im Zuge der Wiedervereinigung und der daraus resultierenden Wiedervereinigung der Ost- und Westberliner Sammlungen war auch Griesa an dieser Transformation beteiligt. Nachdem Zengel zum Jahresende 1991 in den Vorruhestand gegangen war, übernahm Griesa die Funktion der stellvertretenden Direktorin der wiedervereinten Sammlung unter Direktor Wilfried Menghin.
Griesa hat neben den sich aus der Museumsarbeit ergebenden Tätigkeiten wie der Organisation von Sonderausstellungen zwei Forschungsschwerpunkte. Zum einen die mitteleuropäische Eisenzeit, insbesondere die Hallstattzeit im Ost-Hallstattkreis, zum anderen die Fachgeschichte. Hier forscht sie zur Sammlungsgeschichte des Museums für Vor- und Frühgeschichte und insbesondere zur Person Heinrich Schliemann, dessen Forschungen und Funden, vor allem deren Verbindung zur Berliner Sammlung, etwa in Fragen des kriegsbedingten Verbleibs der Artefakte aus der Berliner Sammlung. Zu DDR-Zeiten gehörte sie zeitweise dem Beirat der Zeitschrift für Archäologie an. Griesa publizierte vor allem Aufsätze, diese in renommierten Fachjournalen wie Acta Praehistorica et Archaeologica. Mit Rainer-Maria Weiss verfasste sie mit dem Band zur Hallstattzeit einen der Bestandskataloge des Museums. Sie war mit dem Prähistoriker Siegfried Griesa verheiratet. Aus der Ehe gingen zwei Kinder hervor.

## Publikationen (Auswahl)
- Herausgeberin: Ur- und Frühgeschichte der Stadt Warschau. Ausstellung des Staatlichen Archäologischen Museums Warschau im Bodemuseum, Museum für Ur- und Frühgeschichte vom 25. November bis 24. Januar 1988. Staatliche Museen zu Berlin, Berlin 1987.
- mit Marion Bertram und Sabine Schultz: Schliemann und Troia. Ausstellung der Staatlichen Museen zu Berlin, Preussischer Kulturbesitz, Museum für Vor- und Frühgeschichte und der Prähistorischen Staatssammlung, Museum für Vor- und Frühgeschichte München vom 24. Januar bis 29. März 1992 (= Ausstellungskataloge der Prähistorischen Staatssammlung. Band 21). Prähistorische Staatssammlung / Museum für Vor- und Frühgeschichte, München und Berlin 1992, ISBN 978-3-927806-12-2.
- mit Rainer-Maria Weiss: Hallstattzeit (= Die Altertümer im Museum für Vor- und Frühgeschichte. Band 2 = Zaberns Bildbände zur Archäologie = Sonderbände der Antiken Welt). Philipp von Zabern / Staatliche Museen zu Berlin, Mainz / Berlin 1999, ISBN 3-8053-2566-5 (Verlagsausgabe), ISBN 3-8053-2567-3 (Museumsausgabe).